# 龍造寺信周
龍造寺 信周（りゅうぞうじ のぶかね/のぶちか)は、戦国時代から江戸時代初期にかけての武将。須古鍋島家初代当主。兄の龍造寺隆信と共に各地を転戦し、武功を挙げたといわれている。

## 生涯
天文元年（1532年）、龍造寺周家の次男として誕生。隆信の次弟だが、異母兄弟であったため、隆信と同母弟の長信より地位は低かったと推測される。
元亀元年（1570年）に大友氏と龍造寺氏が戦った今山の戦い後、局地戦では大勝した龍造寺軍ではあったが、国内情勢は不安定であった為に、大友氏とこのまま抗争状態になるのは不利と判断。大友氏からの要請により、人質として大友氏へ派遣され、和議を成立させている。 
天正12年（1584年）に沖田畷の戦いでの兄・隆信が戦死した後に須古城へ移り、豊臣秀吉の九州平定、朝鮮出兵などを経て、龍造寺氏から鍋島直茂への権力の移譲が進むと、この流れに従って、鍋島氏の肥前国支配体制を認めた。 
龍造寺高房の龍造寺氏復権への動きに対し、幕府が事情聴取のために、信周と弟・長信、龍造寺家晴の三人を江戸に招聘した際、三人は鍋島氏の肥前支配を認めたこともあり、鍋島氏の肥前支配は決定的となった。
なお、信周の子孫は須古鍋島家（龍造寺四家の一つ）として、佐賀鍋島家の重臣として明治維新を迎えた。
慶長13年（1608年）死去。跡を次男・信昭が継ぐ。